# Skønhedsideal
Skønhedsidealer refererer til de kulturelle normer og opfattelser af, hvad der betragtes som attraktivt eller smukt i et givet samfund. Disse idealer varierer betydeligt på tværs af tid, kultur og sociale grupper og kan påvirke alt fra mode og kropsform til hudfarve og ansigtstræk. 
Historisk set har skønhedsidealerne ændret sig markant, ofte som et resultat af økonomiske, politiske og sociale faktorer. Mens nogle træk forbliver populære gennem tiden, såsom symmetri i ansigtet, kan andre egenskaber variere. Idealer for mænd og kvinder har ofte været forskellige, men i begge tilfælde afspejler de dybere betydninger forbundet med identitet, status og magt.

## Historisk udvikling af skønhedsidealer

### Oldtiden og præ-industriel tid
Allerede i stenalderen fremstillede man venusfigurine, med markante hofter og runde kroppe – symboler på fertilitet, overflod og styrke i en verden præget af fødevaremangel. I renæssancens Europa (1400–1500) blev kvinder med fyldige former, bleg hud og blødhed hyldet som ideal, mens mere androgyne kropsformer først blev populære langt senere.

### 1800-tallet og kropsformer som status
I den victorianske æra (1837–1901) blev det moderne kvindeideal præget af ekstremt smalle taljer opnået med korsetter. Det var en tid, hvor kvindens krop blev opfattet som noget, der skulle kontrolleres og formes – ofte til modebranchens og samfundets idealer.

### 1900-tallet: Fra kurver til slanke silhuetter
I begyndelsen af 1900-tallet var det kurvede, men moderat feminine stadig fremherskende. Efter 1920'erne blev den slanke, drengeagtige La garçonne-stil populær (fransk for "drengepigen"). I efterkrigstiden og op gennem 1950'erne vendte det kurvede ideal tilbage (fx Marilyn Monroe), men i 1960'erne dominerede modeller som Twiggy med meget tynde kroppe. Idealets bevægelse mellem det kurvede og det slanke blev herefter et tilbagevendende mønster.

### 1980'erne og frem: Muskelideal og perfektion
I 1980'erne og 1990'erne blev en ny type ideal populær – især for mænd: en markeret og muskuløs krop. Eksempelvis Arnold Schwarzenegger. Kvinders ideal ændrede sig samtidig til at være både meget slank og kurvet på samme tid, ofte gennem kosmetisk kirurgi, redigering og træning. Det var også i denne periode, at fitnesskulturen og supermodeller som Cindy Crawford og Naomi Campbell satte tonen.

### Det 21. århundrede: Diversitet og modreaktion
I de seneste årtier er sociale medier og billedredigering blevet centrale skabere af skønhedsidealer. Idealet blev ekstremt visuelt præget af glat hud, symmetri, ungdom og slanke, tonede kroppe. Samtidig har modreaktioner vundet frem gennem kropspositivisme og kropsneutralitet – bevægelser, der kæmper for accept af alle kropstyper. Flere modehuse og brands er begyndt at inkludere forskellige størrelser, hudfarver og former i deres kampagner, men det redigerede ideal har stadig stor gennemslagskraft – særligt blandt unge.